# 埃勒韋申鎮區 (北卡羅萊納州約翰斯頓縣)
埃勒韋申鎮區（英語：Elevation Township）是位於美國北卡羅萊納州約翰斯頓縣的一個鎮區。

## 地方資料
埃勒韋申鎮區的面積為134.41平方千米，當中陸地面積為134.01平方千米，而水域面積為0.40平方千米。根據2020年美國人口普查的數據，當地共有人口8601人，而人口密度為每平方千米63.99人。